# Lilith (Bonelli)
Lilith è un fumetto di Luca Enoch edito dalla Sergio Bonelli Editore. La protagonista è Lilith, una cronoagente o più precisamente una cronokiller inviata nel tempo, ogni volta in un diverso periodo storico, per rintracciare determinate persone e salvare l'umanità dal futuro di distruzione.
Nel 2016 al Napoli Comicon, la serie è risultata vincitrice come "miglior serie dal tratto realistico" ai premi Attilio Micheluzzi.
Vengono messe in risalto le angosce di una ragazza che deve affrontare da sola un'impresa difficile e importante, ma allo stesso tempo moralmente contestabile, in quanto potrebbe ad esempio dover uccidere persone innocenti o donarsi anche sessualmente per raggiungere i suoi obiettivi. La riuscita della missione, inoltre, per un paradosso temporale, precluderebbe l'incontro dei suoi genitori nel sottosuolo e annullerebbe l'esistenza stessa della protagonista sul 'piano temporale' da cui è partita, impedendole un ritorno a casa alla fine della missione.

## Trama
In un futuro lontano la razza umana è costretta a vivere nel sottosuolo perché il Triacanto, un parassita alieno, stermina chiunque si trovi all'aria aperta. Questo è vissuto nascosto all'interno di alcuni corpi umani per millenni, fino a svilupparsi definitivamente nella Grande Germinazione.
Lyca è una ragazza addestrata fin da bambina per scovare e distruggere ogni traccia del Triacanto nel passato, prima della Grande Germinazione, al fine di scongiurare il triste futuro dell'umanità. Possiede poteri inumani che la portano ad essere chiamata con l'appellativo di Lilith ed è accompagnata da Scuro, la sua guida eterica, che solo lei può vedere e sentire e che possiede la forma di un quadrupede a metà strada fra un cane ed una tigre con la pelliccia nera.
Nelle varie missioni nel passato, deve rintracciare i portatori del Triacanto e rimuovere quest'ultimo mentre sono vivi, provocandone forzatamente la morte. Il Triacanto si presenta in diverse forme: in alcuni casi, per esempio, è silente, cioè Lilith non ne può rilevare la presenza; in altri è reattivo, cioè resiste con attacchi ai tentativi di Lilith di estrarlo dal portatore. Ognuna delle proiezioni, una volta estratta, ha un aspetto diverso.
Nel quarto albo Lilith comincia a sospettare di non essere l'unica a viaggiare nel tempo, perché vede personaggi che non appartengono a quell'epoca. Nel quinto i suoi dubbi vengono rinforzati dalla visione di un ufficiale giapponese (che rivedrà, vivo, nell'albo numero 6) e di un cardo che le dice che sono anime di persone morte, che sono le uniche oltre a lei e ai cardi a muoversi nello spazio-tempo. Lilith però non capisce perché lo Scuro cerchi sempre di sviare il discorso.
Nel settimo Lilith chiede ripetutamente allo Scuro se anche lei è morta, visto che è l'unica che può spostarsi nel tempo e vedere quelle persone: ottiene solo una risposta vaga, cioè che il suo viaggio nel tempo è cominciato dopo che il suo cuore smise di battere, un istante prima della sua morte cerebrale.
Nel numero dodici le visioni continuano e sembrano notare la presenza di Lilith e delle altre persone. Alcune donne, drogate, riescono a vedere sia le anime che lo Scuro, così come altri personaggi negli episodi successivi.
Nel 15 tutti riescono a vedere anche lo Scuro e una trasmissione di approfondimento di Carlo Lucarelli collega le varie apparizioni storiche di Lilith.
Nel 18 (numero conclusivo) Lilith si trova di fronte all'albero che rappresenta la sorgente del Triacanto, insieme ad Augusto: prete e portavoce dello spirito della natura e del ragazzo Jerome. Lilith scopre infine che il Triacanto è l'entità della natura stessa del pianeta. Essa non vuole sterminare il genere umano come si credeva inizialmente, ma in realtà esso lo sta salvando. L'uomo è rimasto bloccato in un punto dove la sua anima rischia l'annullamento definitivo, in quanto essa non poteva più trasmigrare per reincarnarsi e restava sospesa in un limbo spazio tempo, finendo per consumarsi lentamente. Il Triacanto, intervenendo ha salvato l'anima degli uomini portandoli ad un nuovo stadio evolutivo. Augusto chiede infine a Lyca (pronunciando il suo vero nome) di portare il Triacanto nella sua linea temporale affinché esso liberi tutti gli uomini purificandoli dal loro male, facendo avvenire una nuova maturazione spirituale portandoli al prossimo stadio evolutivo e livello di esistenza. In quel momento giunge infine lo Scuro che attacca Augusto decapitandolo, cercando di convincere Lyca a distruggere l'albero, rivelando con shock di Lyca che prima di lei, altri avevano compiuto la sua stessa strada dei viaggi nel tempo e come lei tutti loro alla fine avevano compreso la verità, rifiutandosi infine di distruggere il Triacanto, venendo tutti uccisi dallo Scuro. Esso non può avvicinarsi all'albero e ordina a Lyca di abbatterlo. Rifiutandosi lo Scuro attacca Lilith ferendola gravemente penetrando con facilità la sua corazza. I due combattono avvinghiati, Lyca riesce infine a prevalere trafiggendo il petto dello Scuro distruggendolo. Prossima a morire, Lyca viene aiutata da Jerome che l'avvicina all'albero il quale, allungando delle radici, ingloba infine Lyca nel tronco per poi scomparire insieme ad Augusto. Lyca trasporta infine il triacanto nel suo tempo, emergendo insieme ad esso dalla vasca criogenica da cui era stata appena deposta. Trovandosi davanti i suoi genitori, essa gli dice dolcemente di fidarsi di lei e non avere paura. Il Triacanto prende infine tutti gli abitanti sotterranei. Lyca trascende infine insieme a tutti gli altri uomini, divenendo un essere polimorfo immortale, trasformandosi in ciò che desidera: uomo, animale, minerale o pianta. Lyca ritrova infine il suo amato Leifur. Ma come viene accennato alla fine, anche questa sarà solo un'altra tappa per prepararsi a viaggiare fra le stelle, andando a visitare nuovi mondi.

## Ambientazioni
| Nr.      | Luogo ed evento |
| -------- | --- |
| 1        | Anatolia, nella tarda età del bronzo, durante la Guerra di Troia. |
| 2        | Due diversi ambiti temporali: la prima metà del XVII secolo durante gli scontri tra corsari e spagnoli e la prima del XVIII secolo in un ambito piratesco, entrambi nella zona dei Caraibi. |
| 3        | Prima guerra mondiale, sul fronte italiano, poco prima della Battaglia di Caporetto. |
| 4        | Guerra di secessione americana, nel 1863. |
| 5        | Percorso dalle colonie normanne in Groenlandia fino alla leggendaria Vinland, in un'atmosfera da saga nordica.                                                                              |
| 6        | Cina, durante il massacro di Nanchino a opera degli invasori giapponesi: Lilith, per raggiungere il suo obiettivo, veste i panni dell'Affascinante re delle scimmie, creandone il mito.     |
| 7        | Roma commodiana, dove Lilith si trova a combattere tra i gladiatori nell'Anfiteatro Flavio.                                                                                                 |
| 8        | Giappone, durante il Periodo Sengoku, alla vigilia della Battaglia di Sekigahara. |
| 9        | Giappone, nel 1775, in una versione ucronica del Periodo Edo. |
| 10       | Fiume Congo, insieme a Joseph Conrad. |
| 11       | Egitto, durante la campagna napoleonica. |
| 12       | Triora, fine '500, in clima di stregheria. |
| 13       | Messico distopico, inizio XVI secolo, cinquecento anni dopo l'arrivo di Lilith a Vinland.                                                                                                   |
| 14       | Europa, anni trenta, durante una prima Guerra Mondiale ucronica. |
| 15       | Afghanistan e Iraq, 2015, in uno scenario di guerra simile a quello reale ma dove la Germania, vincitrice della Grande Guerra del numero 14, prende il posto degli Stati Uniti d'America.   |
| 16-17-18 | America del Nord, in una Guerra d'indipendenza americana alternativa |

## Personaggi
- Lilith, cronoagente.
- Lo Scuro, aiutante incorporeo ed invisibile, che funge da guida per Lilith, che è l'unica che lo può vedere e sentire. Ha un aspetto molto simile a un cane e a una tigre di colore nero, e la difende dai cardi, non potendo essere ferito.
- I Cardi, esseri vegetali senzienti, che danno la caccia a Lilith, per cercare di nasconderle il Triacanto o per evitare che lei ne interrompa la linea di ascendenza in qualche segmento temporale.
- Il Triacanto, essere astorico.

## Abilità
Lilith è in grado di assorbire informazioni su un'epoca dal morso di un grosso miriapode, e può orientarsi con dei tentacoli che 'leggono' da ogni tipo di liquido. È l'unica che vede e sente lo Scuro, volta per volta dopo il contatto col miriapode.
Quando va in berserker diventa una furia distruttiva dotata di forza e agilità sovrumana, invulnerabilità e artigli aguzzi, i suoi occhi diventano completamente neri.

## Ucronia
Nella rubrica Ucronia di fine albo vengono illustrate alcune delle inevitabili modifiche apportate alla Storia dalle azioni che la protagonista compie nello spaziotempo: queste possono essere minime oppure macroscopiche, meritarsi a malapena un accenno negli annali o provocare cambiamenti epocali che influiranno pesantemente sulle generazioni future.
Una delle definizioni di Ucronia è la narrazione di come la Storia sarebbe stata modificata se un certo avvenimento fosse andato diversamente. Tali variazioni sono viste come realtà alternativa dal lettore ma non dalla protagonista del fumetto, la quale vive ogni cambiamento senza alcuna consapevolezza di averlo provocato. La Storia modificata diventa quindi la Storia per tutti gli attori della vicenda narrata.
Ne troviamo traccia attraverso riferimenti a brani della letteratura: ad esempio, nel primo albo viene accecato Achille che in seguito diventa aedo e, nella rubrica finale del secondo, un brano riscritto de l'Iliade illustra i cambiamenti nel poema epico di Omero. Nel terzo albo, invece, un ufficiale legge in trincea un brano de La regina del Madagascar, inesistente romanzo di Emilio Salgari, raccontando vicende accadute nel secondo episodio e la vicenda narrata ispirerà un fantomatico film con Vittorio Gassman e Stefania Sandrelli, Fuga disperata.
Nel quarto troviamo un articolo del settimanale americano Harper's Weekly in cui si narra dell'interruzione del massacro di Lawrence ad opera di una sconosciuta. Nella storia Jesse James, giovane aspirante guerrigliero invaghito di Lilith, muore cercando di salvarla da un cardo.
Nel numero 5 troviamo un reperto in una chiesa norvegese: è la mappa che Lilith ha inciso sul ponte della nave vichinga su cui viaggiava. I cambiamenti provocati dalle azioni di Lilith in questo episodio hanno lasciato reperti archeologici in Nord America, come la Stele di Leifur.
Queste vicende vengono narrate nella Saga dei groenlandesi che il personaggio di John Rabe nel numero 6 mostra a Lilith. In quell'albo, Lilith assume le sembianze di Sun Wukong, e alle sue gesta viene dedicata una statua presente davanti al cancello di Zhongshan, a Nanchino.
Nel numero 7 Lilith salva la vita a Commodo, annunciandogli in anticipo il complotto del quale dovrebbe rimanere vittima, e uccide Narcisso, portatore del Triacanto. In questo episodio viene narrato e rappresentato dalla stessa Lilith il brano fittizio L'accecamento di Achille tratto dal libro 22 dell'Iliade. Dopo essere stato salvato da Lilith, Commodo ne avvia il culto come dea, parallelamente a una sanguinaria persecuzione dei cristiani, dopo che la sua concubina, anch'essa cristiana, aveva partecipato al complotto per ucciderlo.
Nell'ottavo episodio, durante la battaglia di Sekigahara, Lilith provoca la morte di Tokugawa Ieyasu, ribaltando le sorti dello scontro, regalando la vittoria al clan Toyotomi e cambiando per sempre la storia del Giappone. Miyamoto Musashi, che la accompagna nella sua missione, rimarrà mutilato a una mano e dovrà rinunciare alla vita da guerriero, diventando un poeta, pittore, scultore e calligrafo.
Centosettantacinque anni dopo, l'inversione dell'esito della battaglia ha stravolto la geografia mondiale, perché i Toyotomi continueranno una guerra espansionistica che li porterà a occupare buona parte del nord America.
Nell'albo numero 11 Lilith, in attesa del prossimo viaggio temporale, scolpisce la faccia della Sfinge di Giza ritraendo sé stessa: le cronache riportano però che il lavoro sia stato commissionato da Murad Bey, invaghito di lei.
Nel 12 troviamo invece un reperto Tolteco raffigurante un normanno vestito in abiti locali: l'intervento di Lilith ha portato i Normanni a incontrare le popolazioni locali, che all'arrivo di Hernán Cortés avranno armi di ferro, cavalli e la resistenza alle malattie europee.
Nel successivo Lilith sfrutta Bernal Díaz del Castillo per fargli raccontare le sue peripezie, ma lui, non creduto, viene recluso e condannato come eretico, morendo poi giovane in carcere. Vengono poi ritrovati reperti archeologici che rappresentano Lilith durante l'estrazione del Triacanto.
Nel numero 14 la protagonista prende il posto di Rafaela Fano, facendola entrare nella storia come Asso dell'aviazione nel Circo volante di Manfred von Richthofen. Appare nella storia anche in un'opera di Utamaro e nella Saga di Leifur.

## Pubblicazioni
| Nr. | Data edizione da edicola | Titolo edizione edicola   | Data edizione da libreria | Titolo edizione da libreria |
| --- | ------------------------ | ------------------------- | ------------------------- | --------------------------- |
| 1   | Novembre 2008            | Il segno del Triacanto    | Aprile 2024               | Il segno del Triacanto      |
| 2   | Giugno 2009              | Il vessillo di re Morte   | Aprile 2024               | Il segno del Triacanto      |
| 3   | Novembre 2009            | Il fronte di pietra       | n/a                       | n/a                         |
| 4   | Giugno 2010              | Cavalcando con il diavolo | n/a                       | n/a                         |
| 5   | Novembre 2010            | Il mantello dell'orso     | n/a                       | n/a                         |
| 6   | Giugno 2011              | Il re delle scimmie       | n/a                       | n/a                         |
| 7   | Novembre 2011            | La signora dei giochi     | n/a                       | n/a                         |
| 8   | Giugno 2012              | La grande battaglia       | n/a                       | n/a                         |
| 9   | Novembre 2012            | Il mondo fluttuante       | n/a                       | n/a                         |
| 10  | Giugno 2013              | Cuore di tenebre          | n/a                       | n/a                         |
| 11  | Novembre 2013            | La fiamma e la falena     | n/a                       | n/a                         |
| 12  | Giugno 2014              | Storia notturna           | n/a                       | n/a                         |
| 13  | Novembre 2014            | La guerra dei fiori       | n/a                       | n/a                         |
| 14  | Giugno 2015              | L'età della catastrofe    | n/a                       | n/a                         |
| 15  | Novembre 2015            | Il fantasma d'Albione     | n/a                       | n/a                         |
| 16  | Giugno 2016              | Le due frontiere          | n/a                       | n/a                         |
| 17  | Novembre 2016            | Il grande Oriente         | n/a                       | n/a                         |
| 18  | Giugno 2017              | La fine della caccia      | n/a                       | n/a                         |